# Aeródromo El Alba
El Aeródromo El Alba (OACI: SCAB) es un terminal aéreo ubicado 1.2 kilómetros al sur de La Lumbrera, comuna de Melipilla, Provincia de Melipilla, Región Metropolitana de Santiago, Chile. Es de propiedad privada.